# The Crown (album)
Pour les articles homonymes, voir The Crown.
Albums de Z-Ro
Angel Dust
(2012) Melting the Crown
(2015)
The Crown est le seizième album studio de Z-Ro, sorti le 24 juin 2014.

## Liste des titres
| No  | Titre                                      | Contient un (des) sample(s) de | Durée |
| --- | ------------------------------------------ | ------------------------------ | ----- |
| 1.  | Intro                                      |                                | 0:37  |
| 2.  | Keep Shining (featuring Chris Ward)        |                                | 3:58  |
| 3.  | Exotic Girl (featuring Kez)                | When I Look at You d'Emalkay   | 3:46  |
| 4.  | Hands Up                                   |                                | 3:45  |
| 5.  | Live Your Life                             |                                | 4:12  |
| 6.  | I'm Gone                                   |                                | 3:54  |
| 7.  | Kush Drank Pills                           |                                | 3:38  |
| 8.  | Imposters                                  |                                | 3:20  |
| 9.  | Love My Dick                               |                                | 3:54  |
| 10. | Mo City                                    |                                | 3:48  |
| 11. | Love These Bitches                         |                                | 4:05  |
| 12. | P.A.N. (featuring King Shaun)              |                                | 4:01  |
| 13. | What It Look Like (featuring Billy Brasco) |                                | 3:57  |
| 14. | The Crown                                  |                                | 4:04  |
| 15. | Coming Dyne                                |                                | 4:10  |